# Dickson-sejtés
A számelmélet területén a Dickson-sejtés Dickson (1904) állítása, miszerint a1 + b1n, a2 + b2n, ..., ak + bkn lineáris formák véges halmazát tekintve, ahol bi ≥ 1, végtelen sok olyan pozitív egész n létezik, ami prímszám, kivéve ha egy kongruencia-feltétel ezt megakadályozza (Ribenboim 1996, 6.I). A k = 1 eset a Dirichlet-tétel.
Másik két speciális eset is ismert: végtelen sok ikerprím létezik (n és 2 + n prímszámok), illetve végtelen sok Sophie Germain-prím létezik (n és 1 + 2n prímszámok).
Dickson sejtését a Schinzel H-sejtése terjeszti ki.

## Általánosított Dickson-sejtés
Vegyünk n polinomot (n bármely természetes szám), melyek kielégítik a Bunyakovszkij-sejtést és bármely p prímre létezik olyan x egész szám, hogy az n polinomok értékei x helyen nem oszthatók p-vel! Ekkor végtelen sok olyan pozitív egész x létezik, melyre az n polinomok x helyen vett értékei prímszámok. Például, ha a sejtés igaz, akkor végtelen sok olyan x létezik, melyre x2 + 1, 3x - 1 és x2 + x + 41 egyszerre prímszámok. Ha minden polinom elsőfokú, az eredeti Dickson-sejtést kapjuk vissza.
Az általánosított Dickson-sejtés ekvivalens az általánosított Bunyakovszkij-sejtéssel.